# Reinhold Schünzel
Reinhold Schünzel est un acteur, scénariste, producteur et réalisateur allemand, né le 7 novembre 1888 à Hambourg et mort le 11 septembre 1954 à Munich.

## Biographie

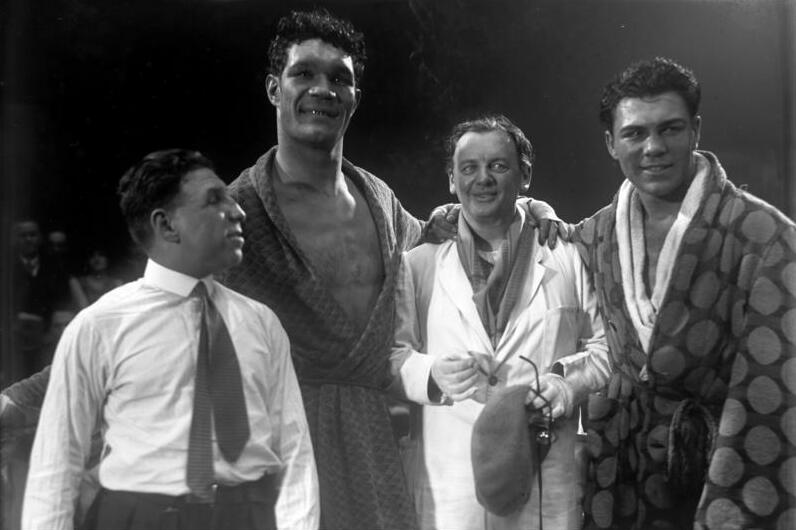
Reinhold Schünzel, 2e à partir de la droite (en manteau blanc entre les deux boxeurs), janvier 1930.

Figure populaire du cinéma allemand de l'entre-deux-guerres, Reinhold Schünzel put continuer à travailler de 1933 à 1937 sous le Troisième Reich malgré ses origines partiellement juives, jusqu'à ce qu’il décide d’émigrer aux États-Unis.

## Filmographie

### Comme acteur

#### Années 1910
- 1916 : Benjamin, der Schüchterne
- 1916 : Im Banne des Schweigens
- 1916 : Werner Krafft
- 1916 : Bubi ist eifersüchtig
- 1916 : Das Geständnis der grünen Maske
- 1916 : Seine kokette Frau
- 1916 : Der Chinesische Götze - Das unheimliche Haus, 3. Teil : le détective privé Ralph Robin
- 1916 : Freitag, der 13. - Das unheimliche Haus, 2. Teil : Engelbert Fox
- 1916 : Die Stricknadeln
- 1916 : Ihr liebster Feind
- 1917 : Das Nachtgespräch
- 1917 : Der Schloßherr von Hohenstein
- 1917 : Höhenluft : von Storch
- 1918 : Das Armband
- 1918 : Gräfin Küchenfee : Der Schüchterne
- 1918 : Auf Probe gestellt : le comte du Saint-Empire Adolar von Warowingen
- 1918 : Frühlingsstürme im Herbste des Lebens : le neveu de Königswart, Reinhold
- 1918 : Mitternacht
- 1918 : Journal d'une fille perdue (Das Tagebuch einer Verlorenen) : le comte Kasimir Osdorff
- 1918 : Es werde Licht! 4. Teil: Sündige Mütter : l'industriel Kallenbach
- 1918 : Das Mädel vom Ballet : Eduard Stutzig, Lebemann
- 1919 : Die Peruanerin
- 1919 : Tänzer in den Tod
- 1919 : Das Geheimnis des Amerika-Docks
- 1919 : Die Rose des Fliegers
- 1919 : Die Liebschaften der Kaethe Keller
- 1919 : Das Mädchen und die Männer
- 1919 : Um Krone und Peitsche
- 1919 : Prostitution (Die Prostitution, 1. Teil - Das gelbe Haus) : Karl Döring
- 1919 : Die Reise um die Erde in 80 Tagen : Archibald Corsican
- 1919 : Différent des autres (Anders als die Andern) : Franz Bollek
- 1919 : Der oder der?
- 1919 : Heddas Rache
- 1919 : Seelenverkäufer
- 1919 : Blondes Gift : Adolf Reiss
- 1919 : Passion (Madame Du Barry) : le ministre Choiseul
- 1919 : Wahnsinn : Jörges
- 1919 : Seine Beichte (Bekenntnisse eines Lebemannes) : Achim von Wellinghausen
- 1919 : Ut mine stromtid : Axel von Rambow
- 1919 : Cauchemars et hallucinations (Unheimliche Geschichten) : le diable (framing story) / le premier mari (ép. 1) / le meurtrier (ép. 2) / le buveur ivre (ép. 3) / le détective Artur Silas (ép. 4) / le baron voyageur (ép. 5)
- 1919 : Lillis Ehe : Dr Goldmann
- 1919 : Lilli : Dr Goldmann
- 1919 : Der Teufel und die Madonna
- 1919 : Die Schwarze Marion
- 1919 : Die Pflicht zu leben
- 1919 : Liebe : Herbert Warfield

#### Années 1920
- 1920 : Nachtgestalten (de) : le secrétaire
- 1920 : Die Tänzerin Barberina
- 1920 : Der Gefangene
- 1920 : Drei Nächte : le criminel
- 1920 : Die Banditen von Asnières : Jean, l'Apache
- 1920 : Moriturus : le propriétaire foncier
- 1920 : Katharina die Große (de) : le tsar Pierre
- 1920 : Das Chamäleon
- 1920 : Weltbrand
- 1920 : Der Graf von Cagliostro
- 1921 : Die letzte Stunde
- 1921 : Der Roman eines Dienstmädchens
- 1921 : Lady Hamilton : Ferdinand IV, roi de Naples
- 1922 : The Last Payment
- 1922 : Bigamie : Alexandroff
- 1922 : Das Geld auf der Strasse
- 1922 : Luise Millerin
- 1922 : Das Liebesnest 1
- 1923 : Die Drei Marien und der Herr von Marana : Don Juan de la Marana
- 1923 : Tout pour l'or (Alles für Geld) de lui-même : le trafiquant
- 1923 : Adam und Eva
- 1924 : Neuland
- 1924 : Die Schmetterlingsschlacht : le voyageur Richard Keßler
- 1925 : Zwischen zwei Frauen
- 1925 : Lumpen und Seide : Max
- 1925 : Heiratsschwindler
- 1925 : Der Flug um den Erdball, 1. Teil - Paris bis Ceylon : Louis Renard
- 1925 : Die Blumenfrau vom Potsdamer Platz (de)
- 1925 : Der Flug um den Erdball, 2. Teil - Indien, Europa
- 1925 : Die Kleine aus der Konfektion
- 1925 : Der Hahn im Korb : Peter Abendrot
- 1925 : Sündenbabel
- 1927 : Le Baron imaginaire (Der Juxbaron) : le baron imaginaire
- 1926 : Le Héros de la compagnie (Der Stolz der Kompagnie)
- 1926 : Fünf-Uhr-Tee in der Ackerstraße
- 1926 : Der Dumme August des Zirkus Romanelli : le clown August
- 1926 : In der Heimat, da gibt's ein Wiedersehn! : Gustav Knospe
- 1927 : Halloh - Caesar! : Caesar, l'artiste
- 1927 : Der Himmel auf Erden : Traugott Bellmann
- 1927 : Üb' immer Treu' und Redlichkeit : Orje Duff
- 1927 : Gesetze der Liebe
- 1928 : Herkules Maier : Herkules Maier, le voyageur
- 1928 : Don Juan in der Mädchenschule
- 1928 : Adam und Eva : Adam Grünau
- 1929 : Aus dem Tagebuch eines Junggesellen
- 1929 : Pierre le matelot (Peter der Matrose) : Peter Sturz
- 1929 : Kolonne X : Robert Sandt, chef de la colonne X

#### Des années 1930 aux années 1950
- 1930 : Liebe im Ring : rôle indéfini
- 1931 : 1914, fleurs meurtries (1914, die letzten Tage vor dem Weltbrand), de Richard Oswald : l'empereur Nicolas II
- 1931 : Die 3groschenoper : Tiger-Brown
- 1931 : Princesse, à vos ordres : le ministre d'État, le comte Herlitz
- 1931 : Der Ball : Alfred Kampf
- 1943 : Les bourreaux meurent aussi (Hangmen Also Die) : l'inspecteur de la Gestapo Ritter
- 1943 : First Comes Courage : le colonel Kurt von Elser
- 1943 : Hostages : Kurt Daluege
- 1944 : Hitler et sa clique (The Hitler Gang) : le général Ludendorff
- 1945 : The Man in Half Moon Street : Dr Kurt van Bruecken
- 1946 : Le Château du dragon (Dragonwyck) : le comte de Grenier
- 1946 : Les Enchaînés (Notorious) : Dr Anderson
- 1946 : Plainsman and the Lady : Michael H. Arnesen
- 1947 : Les Anneaux d'or (Golden Earrings) : Pr Otto Krosigk
- 1948 : Berlin Express : Walther
- 1948 : The Vicious Circle : le baron Arady
- 1952 : Washington Story (en) de Robert Pirosh : Peter Kralik
- 1954 : Meines Vaters Pferde, 1. Teil: Lena und Nicoline : le consul Rittinghaus
- 1954 : Meines Vaters Pferde, 2. Teil: Seine dritte Frau : le consul Rittinghaus
- 1954 : Une histoire d'amour (Eine Liebesgeschichte) de Rudolf Jugert : Schlumberger
- 1954 : Dieses Lied bleibt bei Dir

### Comme réalisateur
- 1920 : Katharina die Große (de)
- 1920 : Der Graf von Cagliostro
- 1921 : Der Roman eines Dienstmädchens
- 1921 : Betrüger des Volkes
- 1922 : Der Pantoffelheld
- 1922 : Das Geld auf der Strasse
- 1923 : Die Drei Marien und der Herr von Marana
- 1923 : Tout pour l'or (Alles für Geld)
- 1923 : Adam und Eva
- 1924 : Windstärke 9. Die Geschichte einer reichen Erbin
- 1925 : Die Frau für 24 Stunden
- 1926 : In der Heimat, da gibt's ein Wiedersehn!
- 1927 : Halloh - Caesar!
- 1927 : Üb' immer Treu' und Redlichkeit
- 1928 : Gustav Mond, Du gehst so stille
- 1928 : Don Juan in der Mädchenschule
- 1929 : Pierre le matelot (Peter der Matrose)
- 1929 : Kolonne X
- 1930 : Phantome des Glücks
- 1930 : Liebe im Ring
- 1931 : Der Kleine Seitensprung
- 1931 : Ronny (version en français)
- 1931 : Ronny (version en allemand)
- 1932 : Wie sag' ich's meinem Mann?
- 1932 : Le Petit Écart (coréalisateur : Henri Chomette)
- 1932 : La Belle Aventure (Das Schöne Abenteuer), film tourné en deux versions, l'une française, l'autre allemande
- 1933 : Idylle au Caire
- 1933 : Saison in Kairo
- 1933 : Viktor und Viktoria
- 1934 : Georges et Georgette, version française de Viktor und Viktoria, coréalisé avec Roger Le Bon
- 1934 : La Jeune Fille d'une nuit
- 1934 : Die Töchter ihrer Exzellenz (de)
- 1934 : Die Englische Heirat
- 1935 : Les dieux s'amusent (Amphitryon), coréalisé avec Albert Valentin
- 1936 : Donogoo (coréalisateur : Henri Chomette)
- 1936 : Seize Ans (Das Mädchen Irene)
- 1937 : Land der Liebe
- 1938 : Rich Man, Poor Girl
- 1939 : La Féerie de la glace (The Ice Follies of 1939)
- 1939 : Balalaïka (Balalaika)
- 1941 : New Wine
- 1951 : Die Dubarry

### Comme scénariste
- 1920 : Katharina die Große (de)
- 1920 : Der Graf von Cagliostro
- 1923 : Die Drei Marien und der Herr von Marana
- 1925 : Heiratsschwindler
- 1925 : Die Blumenfrau vom Potsdamer Platz
- 1925 : Der Hahn im Korb
- 1925 : Die Frau für 24 Stunden
- 1926 : Fünf-Uhr-Tee in der Ackerstraße
- 1926 : Der Dumme August des Zirkus Romanelli
- 1927 : Halloh - Caesar!
- 1927 : Der Himmel auf Erden
- 1927 : Üb' immer Treu' und Redlichkeit
- 1928 : Herkules Maier
- 1928 : Adam und Eva
- 1929 : Aus dem Tagebuch eines Junggesellen
- 1930 : Phantome des Glücks
- 1931 : Ronny (version en allemand)
- 1931 : Ronny (version en français)
- 1932 : Le Petit Écart
- 1932 : La Belle aventure
- 1932 : Das schöne Abenteuer
- 1933 : Georges et Georgette
- 1933 : Viktor und Viktoria
- 1934 : Die Töchter ihrer Exzellenz
- 1935 : Les dieux s'amusent (Amphitryon)
- 1936 : Donogoo
- 1936 : Donogoo Tonka
- 1936 : Seize Ans (Das Mädchen Irene)
- 1937 : Land der Liebe
- 1952 : Wochenend im Paradies

### Comme producteur
- 1922 : Das Geld auf der Strasse
- 1923 : Die Drei Marien und der Herr von Marana
- 1926 : In der Heimat, da gibt's ein Wiedersehn!
- 1927 : Halloh - Caesar!
- 1927 : Der Himmel auf Erden
- 1928 : Herkules Maier
- 1928 : Don Juan in der Mädchenschule
- 1928 : Adam und Eva
- 1929 : Aus dem Tagebuch eines Junggesellen
- 1929 : Kolonne X
- 1930 : Phantome des Glücks